# Waterparks
Waterparks es una banda estadounidense de rock formada en Houston, Texas en 2011. El grupo actualmente está formado por el vocalista líder y guitarrista Awsten Knight, vocalista de apoyo y guitarrista principal Geoff Wigington, y vocalista de apoyo y baterista Otto Wood
La banda ha lanzado tres EPs, dos de los cuales fueron lanzados de manera independiente y uno lanzado a través de Equal Vision. El grupo publicó su primer álbum completo, Double Dare, el 4 de noviembre de 2016 con Equal Vision, después su segundo álbum Entertainment bajo la misma discográfica el 26 de enero de 2018. El 23 de mayo de 2019, la agrupación anunció que dejaban Equal Vision y firmaban en Hopeless. Su tercer álbum completo, titulado Fandom, fue publicado el 11 de octubre de 2019. El 25 de septiembre, Waterparks anunció que dejaron Hopeless y firmaron con 300 Entertainment. El grupo lanzó su cuarto álbum, Greatest Hits el 21 de mayo de 2021. La banda lanzó el primer sencillo "Funeral Grey" del álbum Intellectual Property junto con la anunciación de su firma con Fueled by Ramen el  13 de mayo de 2022. El 14 de abril de 2023, el grupo público su quinto álbum en estudio, Intellectual Property.

## Historia

### Formación y primeros lanzamientos (2011–15)
La banda fue formada en 2011 con el lineup: Awsten Knight (Vocalista y Guitarrista), Gage Matthieu (Bajista), Owen Marvin (Baterista). Juntos lanzaron Airplane Conversations el 3 de abril de 2012. Tiempo después, Gage y Owen salieron de la banda y fueron remplazados por Geoff Wigington y Otto Wood. Ambos se conocieron mientras estaban en otras bandas. El primer espectáculo del grupo fue el 17 de agosto de 2012 en Warehouse Live en Houston junto a las bandas Invent, Animate, DWHB (Dem Waffle House Boiz), y Life as Lions; la banda continuó tocando en locales por todas partes de Texas en los años siguientes. La banda toco como acto de apoyo para músicos pop como Aaron Carter en su fecha de visita a Houston en 2013.
EL 23 de julio de 2013, lanzaron el primer sencillo llamado "New Wave" de su segundo EP "Black Light" con el lineup que conocemos ahora.
La banda poco después toco en Warped Tour 2013 en la fecha de Houston.
El 3 de abril de 2014, Waterparks anunciaría su 2.º EP "Black Light" por medio de la plataforma de YouTube.
2 meses después, el 5 de junio de 2014, Black Light fue lanzado en todas las plataformas de streaming.

### Cluster y Double Dare (2015-2017)
El 6 de noviembre de 2015, la banda firmó con Equal Vision Records. Después de buscar productores, la banda eligió como mánager a Benji Madden y Joel Madden. Ese mismo día, el grupo lanzó el primer sencillo nombrado "Crave" de su tercer EP "Cluster".
El día 18 de ese mismo mes, Waterparks anunció que tocarían en el Black Cat Tour como apoyo de Never Shout Never, Un día después, la banda actuó junto a Good Charlotte durante el show de retorno del grupo en El Troubadour en Hollywood Del oeste, California.
El 15 de enero de 2016 el grupo lanzó su tercer EP titulado Cluster, el cual fue coproducido por Benji Madden.
Mikey Way, bajista de My Chemical Romance tocó bajo para el EP.
El 22 de marzo de 2016, Waterparks anunciaría que tocaran en todas las fechas del Warped Tour 2016.

El 31 de agosto de 2016, el grupo publicó el primer sencillo llamado "Stupid for You" junto a la anunciación de su primer álbum Double Dare.
Después lanzarón el segundo sencillo "Hawaii (Stay Awake)"
y el tercer sencillo "Royal".
El 4 de noviembre de 2016, Double Dare fue publicado.
Tiempo después del lanzamiento de su primer álbum, Waterparks apoyo a Sleeping with Sirens en End the Madness tour.
En febrero del 2017, Waterparks fue en tour con Too Close To Touch como co-headliner. En marzo del mismo año, Waterparks apoyó a All Time Low en su Tour de UK.
El 1 de agosto de 2017, Waterparks anunció su primer headlining tour "Made In America" por Norteamérica.

### Entertainment (2017-2018)
El 20 de octubre de 2017 Waterparks lanzó el primer sencillo llamado "Blonde" del que sería su segundo álbum. "Entertainment" fue publicado el 26 de enero de 2018. Junto con el anuncio de Entertainment, el grupo publicó el primer sencillo del álbum, "Blonde". Las preórdenes para el álbum se abrieron el 2 de noviembre de 2017.
El primero de diciembre de 2017, Waterparks ganó un premio rocksound "Best international breakthrough artist".
El 13 de diciembre de 2017, la banda lanzó el segundo sencillo del álbum, titulado "Lucky People", junto a su video musical. El 17 de enero de 2018, Waterparks publicó el tercer y último sencillo de Entertainment, titulado "Not Warriors". El álbum fue estrenado el 26 de enero de  2018 por Equal Vision. Entertainment llegó al N.º 98 en la lista Billboard 200 el 10 de febrero de 2018.
Después de la publicación del álbum, Waterparks fue en tour por Reino Unido y Europa en "The Entertainment Tour"
Meses después, El grupo siguió con el tour pero ahora en Norteamérica.

### Fandom (2019-2020)
El 23 de mayo de 2019, el grupo publicó el siguiente sencillo de su próximo álbum, "Turbulent" y anunciaron que habían firmado con Hopeless Records. El 12 de agosto de 2019, publicaron el sencillo, "Watch What Happens Next" junto con un video musical y el anuncio de su tercer álbum, Fandom que será estrenado el 11 de octubre de 2019.
Después lanzaron el tercer sencillo, "Dream Boy",
el cuarto sencillo "[Reboot]", y el quinto sencillo "High definition." Junto con un Video Musical
El 12 de Octubre, Waterparks publicó su tercer álbum nombrado "Fandom". Este álbum llegó al N.º 32 en la lista Billboard 200.
Después de la publicación de este álbum, la banda anuncio un tour por Norteamérica. El 19 de diciembre, ganaron un premio Rock Sound por "Cancion del Año", nominado a Turbulent.
Meses después, anunciaron el "FANDOM TOUR".
En noviembre de 2019, el grupo publicó 2 canciones, "Entertainment 2019"  y "Double Dare 2019". Entertainment 2019 fue un mix de las canciones del álbum Entertainment y Double Dare 2019 fue un mix de las canciones del álbum Double Dare. Estos lanzamientos estaban destinados a ser formas para que la banda tuviera la propiedad y fuera compensada por la música lanzada en su sello anterior, pero pronto fueron retirados de las plataformas de streaming debido a complicaciones legales.
El 22 de enero de 2020, Awsten publicó un tuit pidiendo 20 000 retuits para que el lanzara un álbum demo de Waterparks. El tuit llegó a los 20,000 retuits en menos de 1 semana, y Awsten publicó el demo álbum nombrado "1 (a collection of unreleased home demos, this is not g, or even an album, shut up enjoy)" en Soundcloud.
Cuando la banda actuó en el 02 Academy de Birmingham, Inglaterra durante el FANDOM TOUR el 27 de enero de 2020, anunciaron que la actuación sería grabada y lanzada como un álbum en directo, con una película de concierto complementaria. Esta fue lanzada el 18 de diciembre de 2020. 
En abril de 2020, Awsten comenzó su hiatus por redes sociales.

### Greatest Hits (2020-2021)
El 17 de septiembre de 2020, Awsten volvió a las redes sociales y estuvo live en Instagram en donde filtró el sencillo "Lowkey as Hell" de su cuarto álbum mientras se cortaba el pelo verde, dejándose el pelo natural. El sencillo se lanzó oficialmente el día 25 junto con el anuncio de su firmado con 300 entertainment.
El videoclip y la revelación del pelo multicolor de Awsten se publicaron el 18 de noviembre. Waterparks también anunció un tour por Europa; See You In The Future Tour
El 26 de febrero de 2021, el segundo sencillo "Snow Globe" fue publicado junto a su videoclip y el anuncio de su cuarto álbum, Greatest Hits.
El 29 de marzo, lanzarón "Numb" como su tercer sencillo, 3 días después publicaron su videoclip. El cuarto sencillo, "You'd Be Paranoid Too (If Everyone Was Out To Get You" fue publicado el 28 de abril, y el videoclip de esta canción fue publicado 2 días después. El 21 de mayo, lanzarón su quinto sencillo "Just Kidding" junto con su video musical. El sexto y último sencillo, "Violet!" fue publicado el 18 de mayo.
El álbum Greatest Hits fue publicado el 21 de mayo de 2021 por 300 entertainment. Este álbum llegó al n.º 42 en la lista Billboard 200. Un mes después de la publicación de este álbum, Waterparks anunció su tour por Norteamérica; "A Night Out On Earth Tour".

### Intellectual Property (2022-presente)
El 13 de mayo de 2022, Waterparks lanzó el sencillo de su quinto álbum "Funeral Grey" junto a su video musical y la anunciación de su firma con Fueled by Ramen. Después de esto, Waterparks fue en el (retrasado) See You In The Future tour.
El grupo después publicó el sencillo "Self Sabotage" el 7 de julio,y publicaron su videoclip 1 mes después. En septiembre, Waterparks apoyo a blackbear en el "Nothing else matters" tour y anunciaron su colaboración, que más tarde sería publicada el 14 de octubre bajo el nombre de "Fuck About It". El 15 de noviembre, la banda anuncio por redes sociales que el álbum estaba terminado, el 18 de ese mismo mes, anunciaron la lista de títulos de las canciones, y finalmente, el 22 el grupo anunció su quinto álbum en estudio, "Intellectual Property".
El 26 de enero de 2023, Waterparks publicó su cuarto sencillo, "Real Super Dark" junto con la fecha de lanzamiento de Intellectual Property. Su quinto sencillo, "Brainwashed" fue lanzado el 9 de marzo junto con un visual.
El día 14 de abril de 2023, "Intellectual Property" salió a la venta y ese mismo día se llevó acabó el "Fuck About It Museum Event" en Los Ángeles. Intellectual Property llegó al No.2 en álbum charts de Reino Unido. El grupo fue en tour por Norteamérica desde el 28 de abril hasta el 14 de junio, grabando un DVD en la fecha de Boston.

## Influencias y estilo musicales
Musicalmente, la banda está caracterizada como pop punk. El sonido de la banda ha sido influido por Sum 41, Blink-182, Good Charlotte, Green Day, Fall Out Boy, y Save the Day.

## Discografía
Álbumes
| Título                | Detalles                                                                                                 |
| --------------------- | --- |
| Double Dare           | - Lanzamiento: 4 de noviembre de 2016 - Discográfica: Equal Vision Records - Formatos: CD, DL, LP        |
| Entertainment         | - Lanzamiento: 26 de enero de 2018 - Discográfica: Equal Vision Records - Formatos: CD, DL, LP - Records |
| Fandom                | - Lanzamiento: 11 de octubre de 2019 - Discográfica: Hopeless Records - Formatos: CD, DL, LP - Records   |
| Greatest Hits         | - Lanzamiento: 21 de mayo de 2021 - Discográfica: 300 Entertainment - Formatos: CD, DL, LP               |
| Intellectual Property | - Lanzamiento: 14 de abril de 2023 - Discográfica: Fueled by Ramen - Formatos: CD, DL, LP                |

Sencillos
| Año  | Título                                             | Álbum                                      |
| ---- | -------------------------------------------------- | ------------------------------------------ |
| 2011 | "I Was Hiding Under Your Porch Because I Love You" | Airplane Conversations (EP)                |
| 2011 | "Silver"                                           | Airplane Conversations (EP)                |
| 2013 | "New Wave"                                         | Black Light (EP)                           |
| 2013 | "I'm a Natural Blue"                               | Black Light (EP)                           |
| 2015 | "Crave"                                            | Cluster (EP)                               |
| 2016 | "Stupid For You"                                   | Double Dare                                |
| 2016 | "Hawaii (Stay Awake)"                              | Double Dare                                |
| 2016 | "Royal"                                            | Double Dare                                |
| 2016 | "Gloom Boys"                                       | Double Dare                                |
| 2017 | "Blonde"                                           | Entertainment                              |
| 2017 | "Lucky People"                                     | Entertainment                              |
| 2017 | "Not Warriors"                                     | Entertainment                              |
| 2019 | "Beating Heart Baby"                               | Rock Sound: Worship and Tributes Volume II |
| 2019 | "Turbulent"                                        | Fandom                                     |
| 2019 | "Watch What Happens Next"                          | Fandom                                     |
| 2019 | "Dream Boy"                                        | Fandom                                     |
| 2019 | "[Reboot]"                                         | Fandom                                     |
| 2019 | "High Definition"                                  | Fandom                                     |

EPs
| Título                 | Detalles                                                                                 |
| ---------------------- | ---------------------------------------------------------------------------------------- |
| Airplane Conversations | - Lanzamiento: 3 de abril de 2012 - Discográfica: auto-lanzamiento - Format: CD, DL      |
| Black Light            | - Lanzamiento: 5 de junio de 2014 - Discográfica: auto-lanzamiento - Format: CD, DL      |
| Cluster                | - Lanzamiento: 15 de enero de 2016 - Discográfica: Equal Vision Records - Format: CD, DL |